# Jack Adams-Ray
Johan Friedrich Edvard Adams-Ray, känd som Jack Adams-Ray, född 29 maj 1904 i Katarina församling i Stockholm, död 28 april 1973 i Oscars församling i Stockholm, var en svensk läkare och professor i kirurgi.

## Biografi
Efter studenten läste Jack Adams-Ray medicin och blev medicine licentiat 1932, medicine doktor och docent i kirurgi vid Karolinska institutet 1945, biträdande överläkare vid kirurgiska kliniken på Serafimerlasarettet 1947, professor i kirurgi vid Karolinska institutet från 1957, överläkare vid Serafimerlasarettet 1957–1958, Karolinska sjukhuset från 1958, lärare i allmän kirurgi vid Tandläkarhögskolan i Stockholm från 1947. Han blev odontologie hedersdoktor i Stockholm 1966 och medicine hedersdoktor i Gdansk 1966. Han författade skrifter i kirurgiska ämnen.

## Familj
Jack Adams-Ray var son till språkläraren Edward Adams-Ray och Dagmar Sandberg samt bror till friidrottaren Bride Adams-Ray och programchefen vid radion, Barbro Svinhufvud.
Han gifte sig första gången 1936 med Marianne Blixén (1910–1937), dotter till stadsmäklaren John Blixén och grevinnan Maud Hamilton (släkten Hamilton) . Tillsammans med första hustrun fick han dottern Maud 1937.
Andra gången gifte han sig 1940 med Anna-Lisa Larsson (1916–1990), dotter till grosshandlaren Erik Larsson och Ebba Åström. Han fick med henne tre barn, radioprofilen Kersti Adams-Ray 1941, läkaren Bill Adams-Ray 1944 (artisten Daniel Adams-Rays far) och Elisabeth Adams-Ray 1948.